# Arthur Covington
Arthur Edwin Covington (* 21. September 1913 in Regina; † 17. März 2001 in Kingston, Ontario) war ein kanadischer Physiker, der die ersten radioastronomischen Messungen in Kanada durchführte. Durch diese machte er die wertvolle Entdeckung, dass Sonnenflecken große Mengen an Mikrowellen bei 10,7 cm Wellenlänge ausstrahlen (Solarer Radioflux), was eine einfache, bodengestützte und witterungsunabhängige Methode zur Messung und Vorhersage der Sonnenfleckenaktivität und der Funkwellenausbreitung bietet. Der entsprechende Messwert wird nach ihm auch als Covington-Index bezeichnet. Das Programm zur Entdeckung von Sonnenflecken läuft beständig bis heute.

## Jugendzeit und Ausbildung
Covington wurde in Regina geboren und wuchs in Vancouver auf. Er zeigt früh Interesse an Astronomie und baute ein 5-inch-Refraktorteleskop (etwa 13 cm) nach einem Treffen mit Mitgliedern des örtlichen Ortsverbands der Royal Astronomical Society of Canada. Er interessierte sich außerdem für Amateurfunk und war eine Zeit lang an der Station VE3CC aktiv. Er begann seine Karriere als Funker auf Schiffen von Canadian National Railway. Er schloss die Schule ab und erwarb 1938 schließlich den Bachelor an der University of British Columbia. Im Jahr 1940 erhielt er den Master-Abschluss an derselben Stelle für den Aufbau eines Elektronenmikroskops. Im Anschluss wechselte er an die University of California in Berkeley, an der er 1942 seinen Doktor in Kernphysik machte. Er war immer noch in Berkeley, als er 1942 eingeladen wurde, in das National Research Council (NRC) in Ottawa als Radartechniker einzutreten, um an der Radio Field Station des NRC mitzuarbeiten.

## Sonnenbeobachtungen
Unmittelbar nach dem Krieg begann Covington, sich für Radioastronomie zu interessieren, und baute ein kleines Teleskop aus elektronischen Teilen eines ausgemusterten SCR-268-Radars, die er mit Teilen eines anderen Empfängers kombinierte, der ursprünglich zu Tests eines Silikon-Detektorempfängers für Radaranwendungen dienen sollte. Diese Elektronik war an eine 1,2 m große parabolische Schüssel eines Typ-III-Zielradars angeschlossen. Das System arbeitete bei einer Frequenz von 2800 MHz bzw. einer Wellenlänge von 10,7 cm. Anfänglich war das Messgerät in die Richtung unterschiedlicher Himmelsobjekte ausgerichtet, darunter Jupiter, die Milchstraße, Aurora borealis und der Sonne, aber zeigte sich das Gerät als zu unempfindlich, um irgendeine andere Quelle als die Sonne zu beobachten. Aus diesem Grund wurde ein solares Forschungsprogramm gestartet. Mit der Zeit bemerkten Covington und seine Mitarbeiter, dass die Strahlung der Sonne bei 10,7 cm Wellenlänge variierte, was unerwartet war. Die gängige Vorstellung zu dieser Zeit war, dass sich die solare Strahlung bei Zentimeter-Wellenlängen wie bei einem Schwarzkörper aus heißem Gas verhält.
Covington gelangte zur Ansicht, dass der Effekt mit den Sonnenflecken zusammenhing, da der Flux mit der Anzahl der sichtbaren Flecken zu variieren schien. Die Geräteauflösung von 7 Grad machte es unmöglich, einen einzelnen Fleck auf der Sonnenoberfläche zu isolieren, was eine Demonstration der Behauptung schwierig gestaltete. Eine Gelegenheit, dies direkt zu messen, bot sich am 23. November 1946, als eine partielle Sonnenfinsternis die Gegend um Ottawa überstrich. Covington konnte schlüssig zeigen, dass die Mikrowellenstrahlen sehr steil abfielen, als der Mond einen bestimmten sehr großen Sonnenfleck bedeckte. Dies zeigte auch, dass magnetische Felder maßgeblich an Sonnenfleckenaktivitäten beteiligt sind.
Es war absoluter Zufall, dass das ursprüngliche Gerät in einem Frequenzbereich arbeitete, der für die Entdeckung der 10,7-cm-Signale geeignet war, und es war niemals für den produktiven Einsatz vorgesehen gewesen. Als die Wichtigkeit der Sonnenfleckmessungen offensichtlich wurde, wurden Pläne gemacht, diese Beobachtungen über einen längeren Zeitraum fortzusetzen. Da die Radio Field Station immer noch aktiv zur Radarforschung eingesetzt wurde, was schwere Störungen zur Folge hatte, wurde ein neuer Standort ungefähr 8 km entfernt auf dem Goth Hill ausgewählt. Hier wurde der Gesamtflux gemessen und die Messwerte zu drei Mittelwerten je Tag zusammengefasst.
Der genaue Standort des „Goth Hill“ ist nicht bekannt, da dieser Ausdruck in heutigen Karten nicht auftaucht. Nach den Stadtarchiven der Stadt Ottawa ist es wahrscheinlich ein 0,75 km² großes Areal südlich des Innenstadtgebiets Ottawas, ein Areal, das früher Robert Goth gehörte und 1878 im Beldon Atlas auftaucht. Die Begriffe „hill“ und „ridge“ wurden landläufig verwendet für anderweitig unbekannte Landabschnitte über das Gloucester Township Gebiet hinweg. Das Goth Areal liegt am östlichen Ende des Runway 25 des Ottawa Macdonald-Cartier International Airports, westlich der Canadian Forces Station Leitrim. Dieser Standort erfüllt alle bekannten Beschreibungen.
Covington begann anschließend mit dem Entwurf eines Geräts, das einzelne Teile der Sonne direkt auflösen konnte. Das neue Teleskop bestand aus einem 46 m langen Abschnitt von 3 aus 1½-inch-Metall Wellenleiter-Schnitten mit Spalten an Stellen, um ein einfaches Interferometer herzustellen, das einen fächerförmigen Messbereich hatte. Die Menge des einfallenden Flux wurde durch das Setzen des Wellenleiters in einen metallenen Trog verbessert, wodurch auch die Zielrichtung durch Bewegen des Wellenleiters innerhalb des Trogs etwas geändert werden konnte. Allgemein wurde es aber so betrieben, dass Messungen dadurch genommen wurden, dass die Sonne durch den „Beam“, d. h. den Empfangsausschnitt wanderte. Das neue Teleskop begann 1951 seinen Betrieb, was direkte Messungen des Flux der Sonnenkorona und der Temperatur der Regionen oberhalb der Sonnenflecken (um die 1.500.000 °C) ermöglichte. Das Goth Hill Observatory beinhaltete auch etliche andere Instrumente für eine Vielzahl von Messungen.

## Algonquin Radio Observatory
Der zunehmende Einsatz von Radar- und Radioanwendungen im Ottawa-Gebiet bereitete Störungsprobleme, was Covington nach einem geeigneteren, elektromagnetisch ruhigeren Ort für das Programm suchen ließ. Dies führte zum Aufbau des Algonquin Radio Observatory (ARO) im Algonquin Provincial Park, ungefähr 150 km nordwestlich von Ottawa, aber relativ einfach über die großen Highways erreichbar. Ein neues Teleskop für den solaren Flux mit einer 1,8-m-Parabolschüssel wurde 1960 erbaut, welches parallel mit dem Goth-Hill-Instrument betrieben wurde, bevor es 1962 vollständig dessen Rolle übernahm. 1964 wurde ein baugleiches Instrument am Dominion Astrophysical Observatory (DAO) in British Columbia installiert. Diesem folgte eine leistungsfähigere Version des Wellenleiter-Instruments, dieses Mal fokussiert durch eine Reihe von zweiunddreißig 3-m-Schüsseln, angebracht über einem 215 m Wellenleiter, welches 1966 eröffnet wurde.
Das ARO wurde 1966 mit der Inbetriebnahme des 46-m-Deep-Space-Teleskops stark erweitert. In den 1960er und 1970er Jahren war es eine bedeutende Forschungseinrichtung, obwohl Einschränkungen im Design es in den 1980ern weniger nutzbar werden ließen. Eine Zeit lang gesellte sich zu diesem Instrument ein kleineres 18-m-Teleskop, das sich ursprünglich am David Dunlap Observatory außerhalb von Toronto befand und von der University of Toronto betrieben wurde. Die ursprünglichen Solarobservatorien blieben bis 1990 in Betrieb als Mittelkürzungen beim NRC die Schließung des gesamten Algonquin-Standorts erzwangen. 1991 wurde die 1,8-m-Schüssel zur Verwendung als Backup-Gerät zum DAO umgesetzt.
Covingtons Arbeiten führten zu anderen sonnenbezogenen Entdeckungen. Im Jahr 1969 führten Beobachtungen zu der Erkenntnis, dass gewissen Arten von größeren Sonnenfleckenausbrüchen eine bestimmte Art von Radiosignal vorausging, was eine verbesserte Vorhersage von nahenden Solarstürmen erlaubte. Als andere Teams ebenfalls mit Studien des solaren Flux begannen, bemerkten sie, dass die verschiedenen Teams alle zu abweichenden Schlussfolgerungen über den Gesamtflux gelangten, was an Unterschieden zwischen den Messgeräten und anderen Effekten lag. Covington war bestrebt, diese Messungen abzugleichen und einen einzigen Fluxwert zu berechnen, welcher 1972 veröffentlicht wurde. Er spielte außerdem eine Rolle bei der Errichtung des Indian River Observatory, einem von Amateuren gebauten 200-m-Interferometers.

## Ruhestand
Covington blieb der Direktor des ARO, bis er 1978 in Ruhestand ging. Eines der Gebäude des Dominion Astrophysical Observatory wurde 2003 posthum nach ihm benannt. Er hatte viele Hobbys, darunter eine Vorliebe für seltene Bücher, von denen viele der Riche-Covington-Sammlung der Queen’s University gespendet wurden.